# Space Delta 1
Space Delta 1 (DEL 1) ist eine Einheit der United States Space Force (USSF) und verantwortlich für das Training der Truppen. Die Einheit ist Teil des Space Training and Readiness Command und wurde am 23. August 2023 offiziell gegründet. Jedoch basiert sie auf der 381st Training Group, deren Vorgänger schon 1942 in Dienst gestellt wurde. Space Delta 1 ist in der Vandenberg Space Force Base stationiert.

## Geschichte
Space Delta 1 basiert auf der 381 Bombardment Group (Heavy), die am 28. Oktober 1942 aufgestellt und am 3. November 1942 aktiviert wurde. Diese war für die Ausbildung der Interkontinentalraketenstreitkräfte der US-Luftwaffe und der Raketenwartungskräfte zuständig. Die Einheit operierte weiterhin gegen strategische Ziele in Europa. Am 20. August 1943 erfolgte eine Umbenennung in 381 Bombardment Group, Heavy. Die Einheit erhielt eine Distinguished Unit Citation für ihre Leistung am 8. Oktober 1943, als man in Bremen Werften bombardiert hatte, und eine zweite DUC für eine ähnliche Aktion am 11. Januar 1944 während eines Einsatzes gegen Flugzeugfabriken in Mitteldeutschland. Die Einheit wurde dann am 28. August 1945 inaktiviert. Eine erneute Umbenennung in 381 Bombardment Group, Very Heavy folgte am 3. Juli 1947. Diese wurde dann am 24. Juli 1947 als Reserve aktiviert. Darauf folgte eine Außerdienststellung am 27. Juni 1949. 
Am 31. Januar 1984 wurde sie als 381 Strategic Missile Wing (ICBM-Titan) erneut konsolidiert und am 29. November 1961 aufgestellt und aktiviert. Nachdem die Einheit am 8. August 1986 wieder inaktiviert wurde, erfolgte eine Umbenennung in 381 Training Group am 31. Mai 1994. Sie wurde am 1. Oktober 1994 aktiviert. Als nicht an militärischen Aktionen teilnehmende Einheit war sie für die Zusammenlegung der gesamten Weltraum- und Raketenausbildung des Air Force Space Command und des Air Force Global Strike Command verantwortlich. Die Einheit bot die Grundausbildung für Interkontinentalraketen-Personal an. Darüber hinaus führte sie eine Grundausbildung und fortgeschrittene Schulungen durch.
Die endgültige Umbenennung in Space Delta 1 geschah am 19. August 2021. Es wurde am 23. August 2021 nach der Einrichtung des Space Training and Readiness Command gegründet, dem es unterstellt ist. Damit einhergehend wurde die Zugehörigkeit von US-Luftwaffe zu der United States Space Force geändert.

## Aufgaben und Struktur
Space Delta 1 ist Teil des Space Training and Readiness Command (STARCOM) der USSF, das für die Ausbildung und das Training zuständig ist. DEL1 ist auf das militärische Training spezialisiert. Die Einheit besteht zurzeit aus folgenden Untergruppen (Squadrons):
- 1st Delta Operations Squadron: zuständig für operative Unterstützung von Space Delta 1, dient als Hauptquartierstab und führt die militärische Grundausbildung durch[6]
- 319th Combat Training Squadron: verantwortlich für das Angebot fortgeschrittener militärischer Weltraumausbildung in den Bereichen Weltraumkriegsführung, elektronische Kriegsführung im Weltraum, Gefechtsführung im Weltraum sowie Zugang und Aufrechterhaltung im Weltraum[7]
- 328th Weapons Squadron: Teil der USAF Weapons School; bietet den Space Superiority Weapons Instructor Course und den Space Warfighter Advanced Instructor Course an, die die Teilnehmer fünf bis sechs Monate belegen[8]
- 392d Combat Training Squadron: Weltraumkampftraining unter realen, virtuellen und konstruktiven Bedingungen, Umgebungen für die Vorbereitung von Kampftruppen[9]
- 533rd Training Squadron: zuständig für die technische Ausbildung sowie Schulungen in den Bereichen Weltraumrecht, Geschichte, Orbitalmechanik, Raketentechnik, Raumfahrtsysteme, Physik, Hochfrequenztechnik und Weltraumfähigkeiten